# Kayania volens
Kayania volens är en insektsart som först beskrevs av Walker 1857.  Kayania volens ingår i släktet Kayania och familjen Flatidae. Inga underarter finns listade i Catalogue of Life.